# ダスティン・クレア
ダスティン・クレア（Dustin Clare、1982年1月2日 - ）は、オーストラリアの俳優。

## 出演作品
- スパルタカスIII　ザ・ファイナル（ガンニクス）
- スパルタカスII（ガンニクス）
- スパルタカス　ゴッド・オブ・アリーナ（ガンニクス）
- パシフィック・リム: アップライジング（ジョセフ）